# Calystegia purpurata
Calystegia purpurata es una especie de planta herbácea perteneciente a la familia de las convolvuláceas. Es conocida con el nombre común de Pacific false bindweed. Es originaria de Norteamérica.

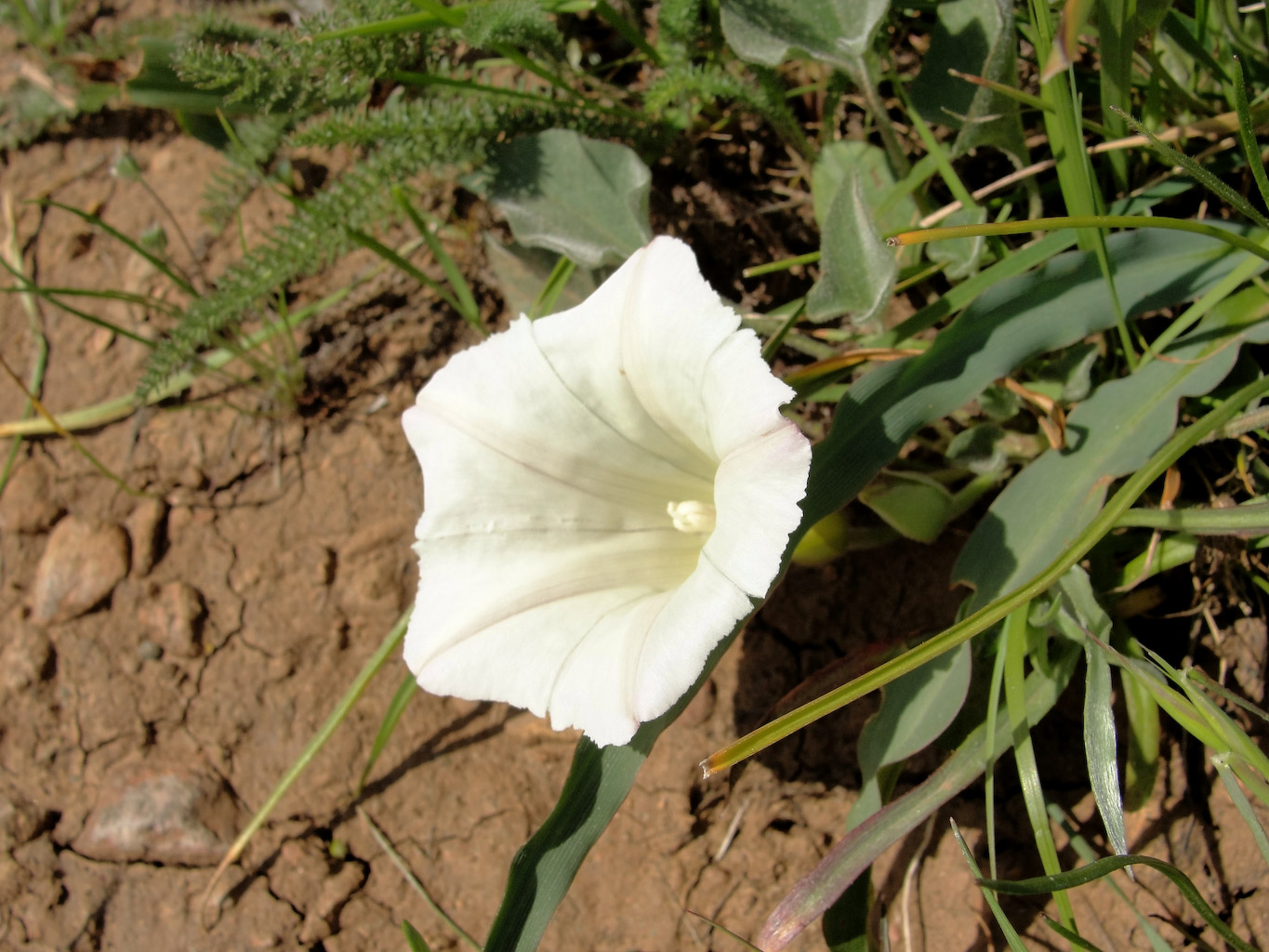
Vista de la planta

## Descripción
Es una hierba perenne robusta con caudex leñoso y tallos trepadores de hasta 70 centímetros de longitud. Las hojas son lobuladas de hasta 5 centímetros de largo y generalmente de forma triangular. La inflorescencia produce de 1 a 5 flores en pedúnculos. La flor tiene hasta 5 centímetros de ancho,y es de color blanco, rosa, morado o blanco o crema, con rayas de color púrpura.

## Distribución y hábitat
Es endémica de California, donde crece en el matorral costero y el chaparral de los valles de la costa y del interior. 

## Taxonomía
Calystegia purpurata fue descrita por (Greene) Brummitt y publicado en Annals of the Missouri Botanical Garden 52(2): 215. 1965.
Etimología
Calystegia: nombre genérico que deriva de las palabras griegas: kalux = taza y stegos = cubierta.
purpurata: epíteto latíno que significa "de color púrpura"
Variedades aceptadas
- Calystegia purpurata subsp. saxicola (Eastw.) Brummitt
- Calystegia purpurata subsp. solanensis (Jeps.) Brummitt

Sinonimia
- Calystegia purpurata subsp. purpurata
- Convolvulus luteolus var. purpuratus Greene
- Convolvulus purpuratus (Greene) Greene[3]